# أني عليا
أني عليا (بالفارسية: انی علیا) هي قرية تقع في أردبيل في إيران. يقدر عدد سكانها بـ 1,164 نسمة في 195 عائلة حسب تعداد سكاني.في عام 2006